# Шарл дьо Кулон
Шарл Огюстѐн дьо Куло̀н (на френски: Charles Augustin de Coulomb) e френски физик, офицер и военен инженер, един от създателите на електростатиката. Той за първи път описва математически закона за взаимодействието между електрическите заряди (Закон на Кулон). Член е на Парижката академия на науките.
Въпреки че семейството му е заможно, не е считано за аристократично. Независимо от това Кулон успява да започне да следва медицина в Колежа на четирите нации в Париж, но много скоро се увлича по математиката. Завършва през 1761 и през следващите 20 години военният му дълг го запраща на различни места по света.
Шарл дьо Кулон прави интересни и важни изследвания в областта на триенето и през 1779 г. ги публикува в Theorie des machines simples с анализ на триенето при машините.
Между 1781 и 1806 г. написва 25 статии на теми от електричество, магнетизъм, триене и усуквания. Единицата за електрически заряд кулон носи неговото име.
Умира на 23 август 1806 г. в Париж. Името му е включено в списъка на великите учени на Франция, разположен на първия етаж на Айфеловата кула.